# Strada statale 125 var Orientale Sarda
La strada statale 125 var Orientale Sarda (SS 125 var), già in parte nuova strada ANAS 232 Nuova SS 125 (NSA 232) e ancor prima in parte nuova strada ANAS 251 Variante tra Tertenia e lo svincolo di Marina di Gairo (NSA 251), è una strada statale italiana, in parte ancora in costruzione, di recente classificazione. Percorre la parte orientale della Sardegna con caratteristiche di strada a scorrimento veloce, mostrandosi come alternativa alla strada statale 125 Orientale Sarda.

## Percorso

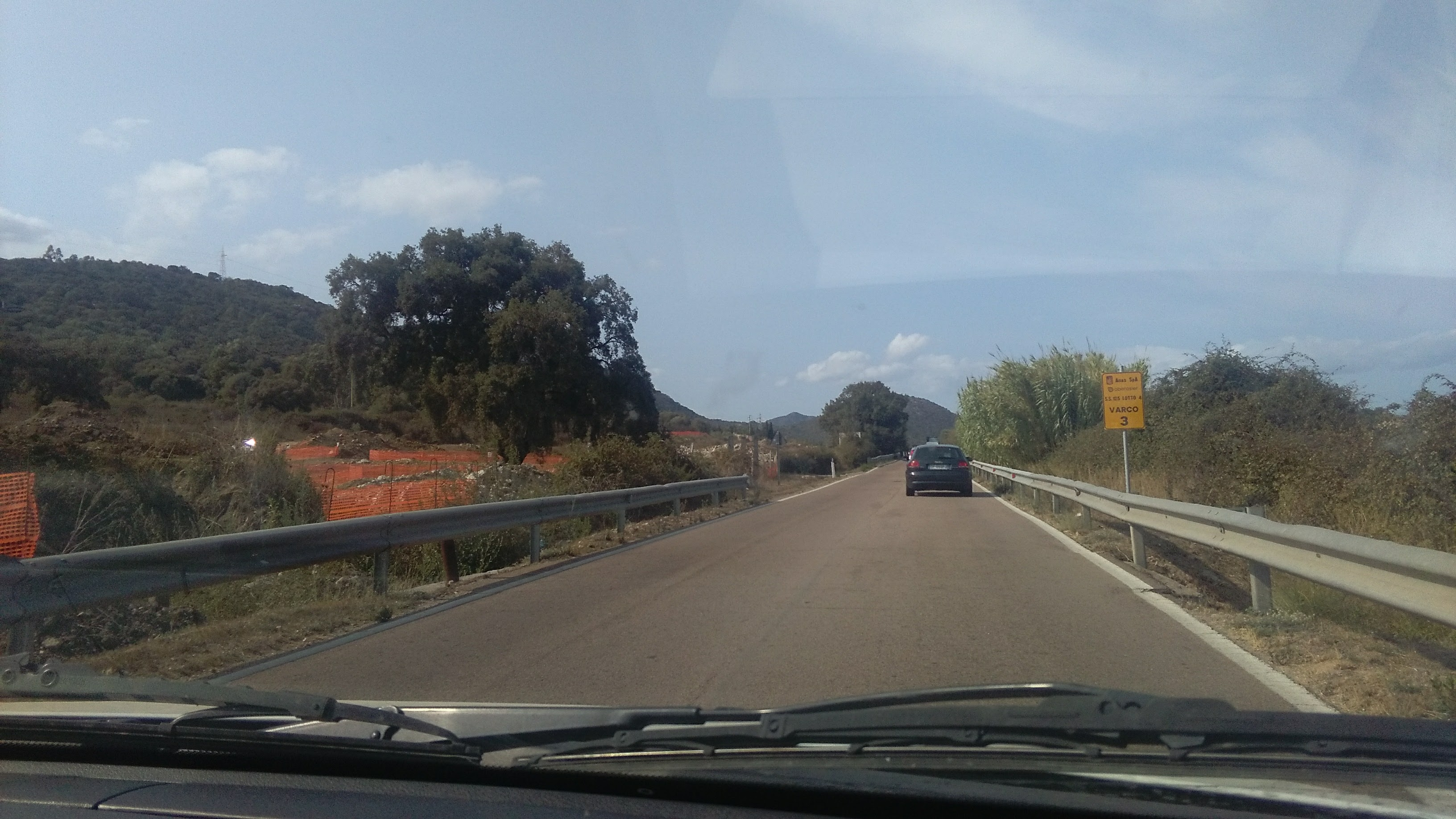
Cantiere della SS 125 var in prossimità di Tortolì

La strada è stata progettata con l'intento di sopperire alla tortuosità del tracciato oltre all'attraversamento di diversi centri urbani della SS 125 nel tratto compreso tra Cagliari e Tortolì.
A partire dagli anni 2000 vari tronconi della strada sono stati completati ed aperti al traffico. Il primo tratto ad essere inaugurato, il 25 luglio 2002, è quello compreso tra il termine della variante di Tertenia e lo svincolo con la provinciale per Marina di Gairo, provvisoriamente denominato come nuova strada ANAS 251 Variante tra Tertenia e lo svincolo di Marina di Gairo (NSA 251).
Successivamente, il 3 dicembre 2003 è stata la volta del tratto compreso tra lo svincolo per Solanas (frazione di Sinnai) e quello per San Priamo (frazione di San Vito), lungo 24,442 km. Questo tratto fu provvisoriamente denominato nuova strada ANAS 232 Nuova SS 125 (NSA 232).
Nel corso del 2006 sono stati aperti in sequenza il tratto di 8,4 km tra Muravera e la località Murtas nel comune di Villaputzu (il 2 aprile 2006) e il tratto di 7,8 km tra San Priamo e Muravera (il 15 luglio 2006).
Il 19 febbraio 2007 sono stati invece inaugurati due distinti lotti per un totale di 12 km, il primo tra la località Murtas e la casa cantoniera San Giorgio nel territorio comunale di Villaputzu, e il secondo tra lo svincolo per Marina di Gairo e Cardedu.
Per qualche anno non si assiste più a nessuna nuova apertura fino al 2010 quando il 25 maggio entra in esercizio il tratto di compreso tra Geremeas e lo svincolo per Solanas e l'8 settembre la variante di Bari Sardo.
Il 28 luglio 2011 è stato aperto il collegamento di circa 3,5 km tra Cardedu e Bari Sardo,.
Il 20 marzo 2013 è stato aperto il tratto dallo svincolo di Geremeas a quello di Terra Mala, ossia il 2º lotto di 6,6 km che completa la variante alla S.S.125 "Orientale Sarda" dallo svincolo di Capo Boi allo svincolo di Terra Mala. L'opera comprende 3 tunnel stradali, la galleria "Marapintau", lunga 1.290 metri, "Is Istellas", lunga 212 metri e "Murtineddu", lunga 2.590 metri.
Proprio la "Murtineddu" inoltre, è stata dotata di un sistema automatico di mitigazione e spegnimento incendi a schiumogeno, prima galleria in Italia ad essere dotata di tale sistema di sicurezza.
Quest'intervento consente di collegare direttamente la nuova strada statale 554 "Cagliaritana", che costituisce il principale asse viario dell'area metropolitana di Cagliari, con i lotti già realizzati della nuova strada statale 125 "Orientale Sarda", per una lunghezza complessiva di circa 64 km, evitando di utilizzare la tortuosa viabilità provinciale non più sufficiente alle attuali esigenze. Inoltre, permetterà l'eliminazione del collegamento provvisorio in rotatoria (Is Canaleddus) tra il 1º lotto del Tronco II e la strada provinciale 17, il quale è interessato, nel periodo estivo, da intenso traffico veicolare che crea lunghe code, con disagi per gli utenti.
Resta ancora in fase di progettazione il tratto San Giorgio-Tertenia.
La classificazione attuale è avvenuta nel corso del 2011.
Nel luglio 2014 viene completato ed aperto al traffico lo svincolo tra Bari Sardo e Tortolì, che tramite una rotatoria permette il raccordo con la S.S. 125 e la strada consortile Loceri-Cea, sostituendo quindi la precedente intersezione semaforica provvisoria.
Il 21 luglio 2021 è stato aperto il primo stralcio del lotto 1 del tronco Tertenia - San Priamo, lungo 5,6 km.
Il 17 luglio 2023 è stato aperto il tratto Bari Sardo - Tortolì.
Il tracciato termina alle porte dell’abitato di Tortolì con una rotatoria che collega il nuovo tratto stradale alla ex SS 125, al braccio di accesso all’abitato di Tortolì e alla statale 125 in direzione Olbia.

## Dettaglio (parziale)

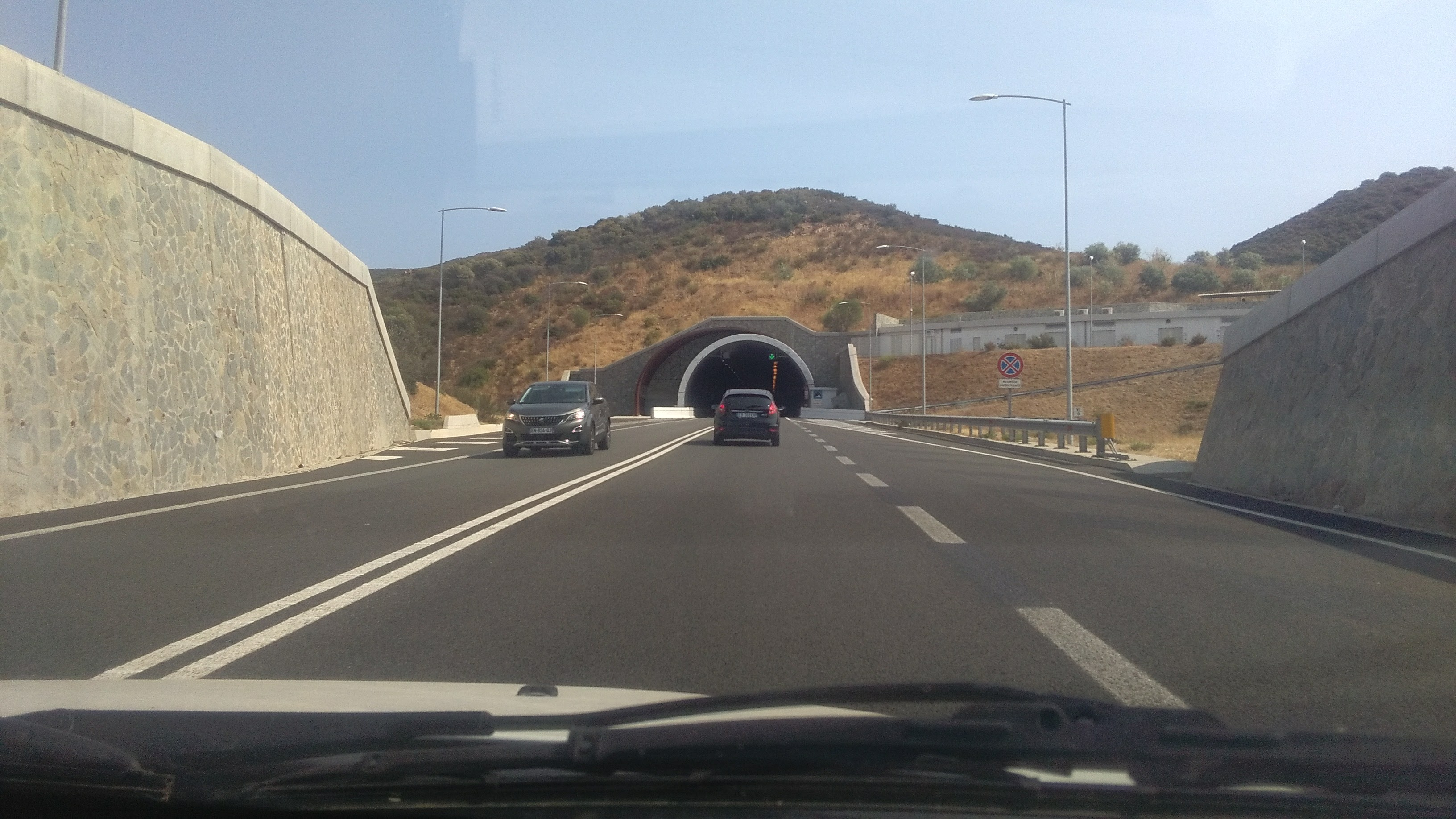
La galleria Murtineddu in prossimità al km 0

## Tabella percorso
| Orientale Sarda |                                                                                            |       |           |
| Tipo            | Indicazione                                                                                | km    | Provincia |
|                 | Nuova SS 554 Terra Mala - Maracalagonis Cagliari - Quartu Sant'Elena - litoranea           | 0,0   | CA        |
|                 | L'ingresso dalla SP17 con la rotonda de Is Canaleddus è stato interdetto dal 20 marzo 2013 | 6,3   | CA        |
|                 | Geremeas - Torre delle Stelle                                                              | 8,0   | CA        |
|                 | Solanas                                                                                    | 15,0  | CA        |
|                 | Villasimius - Castiadas Costa Rei                                                          | 23,0  | CA        |
|                 | Costa Rei Olia Speciosa - Castiadas                                                        | 29,0  | CA        |
|                 | Orientale Sarda San Priamo - Torre Salinas - Burcei                                        | 39,1  | CA        |
|                 | del Gerrei Muravera - Villaputzu - San Vito - Ballao                                       | 46,7  | CA        |
|                 | Murtas ex Orientale Sarda                                                                  | 54,6  | CA        |
|                 | Quirra ex Orientale Sarda                                                                  | 59,8  | CA        |
|                 | Orientale Sarda Tertenia                                                                   | 64,5  | CA        |
|                 |                                                                                            |       |           |
|                 | ex Orientale Sarda                                                                         | 71,9  | OG        |
|                 | Perdasdefogu ex Orientale Sarda                                                            | 73,8  | OG        |
|                 | Tertenia ex Orientale Sarda                                                                | 77,1  | OG        |
|                 | Orientale Sarda                                                                            | 77,4  | OG        |
|                 |                                                                                            |       | OG        |
|                 | Orientale Sarda Tertenia - Jerzu                                                           | 82,8  | OG        |
|                 | Jerzu - Ulassai - Osini                                                                    | 85,2  | OG        |
|                 | Jerzu - Marina di Gairo                                                                    | 89,9  | OG        |
|                 | Cardedu - Lanusei ex Orientale Sarda                                                       | 93,6  | OG        |
|                 | Bari Sardo Sud ex Orientale Sarda                                                          | 97,0  | OG        |
|                 | di Bari Sardo Bari Sardo - Loceri - Lanusei                                                | 99,8  | OG        |
|                 | Orientale Sarda Bari Sardo - Tortolì                                                       | 102,4 | OG        |